# 英國數學奧林匹克
英國數學奧林匹克（British Mathematical Olympiad，簡稱BMO）是英國的數學競賽，英國國際數學奧林匹克代表隊選拔過程的一部份。比賽分兩輪，稱為BMO1和BMO2。

## 第一輪比賽
英國數學奧林匹克第一輪比賽BMO1在12月舉行，自2006年起為公開賽，參加費為15英鎊，但符合下列條件可獲豁免：
1. 在高级数学挑战赛取得及格分數，和
2. 擁有英國護照，或在英國接受3年以上全日制教育。

比賽限時3小時30分，設6題（2005年起），每題10分。
參賽者作答時須盡量給出完整證明。一題完整答案比數題不完整答案得分更高，因為每題評分以0+或10-計，以答案表達是否完整而定。如果答案評定為不完整或未完成，則以回答進展及作出的有用觀察給予若干分數；而答案被評定為完整正確的，則以其中錯處，推理不佳，或作出未證明假設而扣分。所以一題不大可能取得中間分數（4-6分）。
每年第一輪大約有800名參賽者，由於比賽難度較高，很多都只取得很低分數。例如2004年的中位數為5至6分，而總分為50。通常只有30至40名學生取得多於一半分數，或許有一兩人取得超過總分的90%。
按照第一輪成績，100名參者者被邀請參加第二輪比賽。通常挑選的是分數最高的一批，但如有年紀較輕的參賽者，取分只略低於較年長的參賽者，也會獲邀參加。與第一輪不同，第二輪是嚴格的邀請賽。

## 第二輪比賽
英國數學奧林匹克第二輪比賽BMO2通常在二月初舉行，明顯比BMO1難得多。比賽時間同樣是3小時30分，但只設4題，每題10分。設題目的與第一輪相同，不是考核參賽者高等數學知識，而是應用基本概念到非一般題目的能力。
參賽者半數得分低於10，很少有參賽者能取得超過35分。
得分最高的20名獲選參與在劍橋三一學院舉辦的訓練營，就是國際數學奧林匹克英國代表隊選拔的第一階段。

## 外部連結
- （英文）英國數學奧林匹克委員會網站 （页面存档备份，存于）